# ヘルシーリセッタ
ヘルシーリセッタは、日清オイリオグループが製造・販売している食用油。ヘルシーコレステとともに、消費者庁より特定保健用食品の許可を受けている。

## 成分・効果
リセッタに含まれる中鎖脂肪酸は、長鎖脂肪酸に比べて肝臓で効率よく分解され、体内に蓄積されにくいとされている。
菜種油をベースに、ココナッツ油やパーム油など中鎖脂肪酸を加えて作られており、グリセリド組成上はトリアシルグリセロールが大半を占めている。
なお、同様に体に脂肪が付きにくいとして特定保健用食品の許可を受けていた、花王のエコナは、ジアシルグリセロールの作用を利用している点でヘルシーリセッタと異なる。
トランス脂肪酸を100gあたり1.5g含んでおり、サラダ油やキャノーラ油と同程度の含有量である。

## 主な製品
- ヘルシーリセッタ
- ヘルシーコレステ
- リセッタ　ドレッシングソース
- リセッタソフト（雪印乳業との共同開発のマーガリン。以前は花王のエコナを使用したマーガリンを販売していた。）